# Calea Lipovei
Calea Lipovei este un cartier din Timișoara. Se situează în zona de nord a orașului și este străbătut de artera denumită Calea Lipovei de unde și numele cartierului.